# لینکلن، ایزابلا، میشیگان
لینکلن (به انگلیسی: Lincoln Township) یک منطقهٔ مسکونی در ایالات متحده آمریکا است که در شهرستان ایزابلا، میشیگان واقع شده‌است.
 لینکلن ۹۳٫۷ کیلومتر مربع مساحت و ۱٬۹۳۶ نفر جمعیت دارد و ۲۴۴ متر بالاتر از سطح دریا واقع شده‌است.